# Circuit Het Nieuwsblad 2010
La 64e édition du Circuit Het Nieuwsblad a eu lieu le 27 février 2010, autour de la ville de Gand (Belgique), en empruntant les circuits des Ardennes flamandes et était inscrite au calendrier de l'UCI Europe Tour 2010. C'est le coureur cycliste Espagnol, Juan Antonio Flecha (Sky) qui s'est imposé en solitaire, devant l'Allemand Heinrich Haussler (Cervélo TestTeam) et l'Américain Tyler Farrar (Garmin-Transition). C'est la première fois de l'histoire de la course qu'aucun belge ne termine sur le podium, le premier représentant local, Niko Eeckhout ne termine que septième.

## Présentation

### Équipes
On retrouve un total de 25 équipes au départ, 13 faisant partie des ProTeams, la première division mondiale, dix sont des équipes continentales professionnelles, la seconde division mondiale et les deux dernières sont des équipes continentales, la troisième division mondiale.
| ProTeams (13)- Saxo Bank - La Française des jeux - Omega Pharma-Lotto - Katusha - Quick Step - Team Milram - AG2R La Mondiale - Rabobank - Garmin-Transitions - Team RadioShack - HTC-Columbia - Sky - Liquigas-Doimo Équipes continentales professionnelles (10)- Cervélo TestTeam - Landbouwkrediet - Saur-Sojasun - BMC Racing Team - Vacansoleil - Cofidis, le Crédit en Ligne - Skil-Shimano - Bbox Bouygues Télécom - Topsport Vlaanderen-Mercator - Acqua & Sapone-D’Angelo & Antenucci Équipes continentales (2)- Verandas Willems - An Post-Sean Kelly |
| |

## Classements

### Classement de la course
| \| Classement général \| Classement général \| Classement général \| Classement général \| Classement général \| \| Coureur \| Coureur \| Pays \| Équipe \| Temps \| \| ------------------ \| -------------------- \| ------------------ \| ------------------------------------- \| ------------------ \| \| 1er \| Juan Antonio Flecha \| Espagne \| Team Sky \| 5 h 07 min 15 s \| \| 2e \| Heinrich Haussler \| Allemagne \| Cervélo TestTeam \| + 18 s \| \| 3e \| Tyler Farrar \| États-Unis \| Garmin-Transitions \| + 18 s \| \| 4e \| Luca Paolini \| Italie \| Acqua & Sapone - D'Angelo & Antenucci \| + 18 s \| \| 5e \| Marcel Sieberg \| Allemagne \| HTC-Columbia \| + 18 s \| \| 6e \| Edvald Boasson Hagen \| Norvège \| Team Sky \| + 18 s \| \| 7e \| Niko Eeckhout \| Belgique \| An Post-Sean Kelly \| + 18 s \| \| 8e \| Bernhard Eisel \| Autriche \| HTC-Columbia \| + 18 s \| \| 9e \| Tom Veelers \| Pays-Bas \| Skil-Shimano \| + 18 s \| \| 10e \| Filippo Pozzato \| Italie \| Katusha \| + 18 s \| \| 11e \| Frédéric Guesdon \| France \| La Française des jeux \| + 18 s \| \| 12e \| Borut Božič \| Slovénie \| Vacansoleil \| + 18 s \| \| 13e \| Bert De Waele \| Belgique \| Landbouwkrediet \| + 18 s \| \| 14e \| Yoann Offredo \| France \| La Française des jeux \| + 18 s \| \| 15e \| William Bonnet \| France \| BBox Bouygues Telecom \| + 18 s \| \| 16e \| Sébastien Minard \| France \| Cofidis, le Crédit en Ligne \| + 18 s \| \| 17e \| Roy Curvers \| Pays-Bas \| Skil-Shimano \| + 18 s \| \| 18e \| Michael Schär \| Suisse \| BMC Racing Team \| + 18 s \| \| 19e \| Roger Hammond \| Royaume-Uni \| Cervélo TestTeam \| + 18 s \| \| 20e \| Sylvain Chavanel \| France \| Quick Step \| + 24 s \| |                      |             |                                       |                 |
| |                      |             |                                       |                 |
| |                      |             |                                       |                 |
| Classement général |                      |             |                                       |                 |
| Coureur | Coureur              | Pays        | Équipe                                | Temps           |
| 1er | Juan Antonio Flecha  | Espagne     | Team Sky                              | 5 h 07 min 15 s |
| 2e | Heinrich Haussler    | Allemagne   | Cervélo TestTeam                      | + 18 s          |
| 3e | Tyler Farrar         | États-Unis  | Garmin-Transitions                    | + 18 s          |
| 4e | Luca Paolini         | Italie      | Acqua & Sapone - D'Angelo & Antenucci | + 18 s          |
| 5e | Marcel Sieberg       | Allemagne   | HTC-Columbia                          | + 18 s          |
| 6e | Edvald Boasson Hagen | Norvège     | Team Sky                              | + 18 s          |
| 7e | Niko Eeckhout        | Belgique    | An Post-Sean Kelly                    | + 18 s          |
| 8e | Bernhard Eisel       | Autriche    | HTC-Columbia                          | + 18 s          |
| 9e | Tom Veelers          | Pays-Bas    | Skil-Shimano                          | + 18 s          |
| 10e | Filippo Pozzato      | Italie      | Katusha                               | + 18 s          |
| 11e | Frédéric Guesdon     | France      | La Française des jeux                 | + 18 s          |
| 12e | Borut Božič          | Slovénie    | Vacansoleil                           | + 18 s          |
| 13e | Bert De Waele        | Belgique    | Landbouwkrediet                       | + 18 s          |
| 14e | Yoann Offredo        | France      | La Française des jeux                 | + 18 s          |
| 15e | William Bonnet       | France      | BBox Bouygues Telecom                 | + 18 s          |
| 16e | Sébastien Minard     | France      | Cofidis, le Crédit en Ligne           | + 18 s          |
| 17e | Roy Curvers          | Pays-Bas    | Skil-Shimano                          | + 18 s          |
| 18e | Michael Schär        | Suisse      | BMC Racing Team                       | + 18 s          |
| 19e | Roger Hammond        | Royaume-Uni | Cervélo TestTeam                      | + 18 s          |
| 20e | Sylvain Chavanel     | France      | Quick Step                            | + 24 s          |